# فيكتور ميس
فيكتور ميس (بالفرنسية: Victor Mees)‏ (و. 1927 – 2012 م) هو لاعب كرة قدم، من بلجيكا، ولد في أنتويرب، شارك في كأس العالم 1954، مركز لعبه هو لاعب وسط، توفي عن عمر يناهز 85 عاماً.

## مسيرته الكروية
لعب فيكتور ميس خلال مسيرته الاحترافية مع نادِ واحدٍ في تسعة عشر موسمًا وسجل خلالها 36 هدفًا ضمن 555 مباراة. حيث فاز في موسم واحد بالكأس وفي موسم واحد بالدوري.
خاض فيكتور ميس مسيرته مع نادي رويال أنتويرب في موسم 1945–46 ليلعب معه تسعة عشر موسمًا، مشاركًا في 555 مباراة سجل خلالها 36 هدفًا.

## روابط خارجية
- فيكتور ميس على موقع الاتحاد الدولي (مؤرشف)  (الإنجليزية)
- فيكتور ميس على موقع الاتحاد البلجيكي (الإنجليزية)
- فيكتور ميس على موقع قاعدة بيانات كرة القدم.إي يو (الإنجليزية)
- فيكتور ميس على موقع بيانات كرة القدم. دي إي (الألمانية)
- فيكتور ميس على موقع ناشيونال فوتبول تيمز (الإنجليزية)
- فيكتور ميس على موقع عالم كرة القدم.نت (الإنجليزية)